# 100 dni Napoleona
Sto dni Napoleona (fr. Cent-Jours, nazywane również Lotem orła) – okres od 1 marca (powrót Napoleona Bonapartego z wyspy Elby) do 22 czerwca 1815 (abdykacja Napoleona po przegranej bitwie pod Waterloo z tak zwaną VII koalicją antyfrancuską, czyli połączonymi siłami brytyjskimi oraz pruskimi), w którym Napoleon ponownie sięgnął po władzę we Francji.

## Historia
W kwietniu 1814 francuski Senat ogłosił detronizację cesarza Napoleona i sprowadził brata zgilotynowanego Ludwika XVI, aby ten objął rządy. Napoleon abdykował 6 kwietnia, zachowując tytuł cesarski i otrzymał dożywotnio we władanie wyspę Elbę na Morzu Śródziemnym. Jego żona Maria Luiza i syn Napoleon II otrzymali Księstwo Parmy i Piacenzy. 30 maja 1814 VI koalicja podpisała w Paryżu korzystny dla Francji pokój (I pokój paryski) z Ludwikiem XVIII Burbonem jako królem. Nowy ład w Europie miał być zatwierdzony na kongresie w Wiedniu, który zebrał się we wrześniu 1814. Ludwik XVIII wprowadził Kartę Konstytucyjną utrzymującą wolność słowa, równość i braterstwo; powołał dwuizbowy parlament (Izba Deputowanych i Izba Parów). Społeczeństwo obawiało się powrotu rządów absolutystycznych, dawna arystokracja wprowadzała chaos, a dymisje napoleońskich generałów oraz odebranie inwalidom wojennym prawa do rent obniżały morale armii, odrodził się kult Napoleona.
Cesarz zdecydował się na powrót i 26 lutego 1815 opuścił Elbę. 1 marca o godzinie 2:00 w nocy wylądował z oddziałami liczącymi około 800 ludzi w zatoce Juan (dziś niewielka miejscowość plażowa Golfe-Juan w gminie Vallauris, w okręgu Grasse) na Riwierze. Rozpoczął w ten sposób tak zwany „lot orła” – blisko trzytygodniową podróż do stolicy, w trakcie której z wygnańca na powrót stał się cesarzem Francuzów. Po biwaku w oliwnym gaju oddziały wyruszyły w drogę o godzinie 23:00. 4 marca dotarli do Digne, 5 marca do Gap, gdzie została wydrukowana proklamacja, którą cesarz podyktował 28 lutego, jeszcze na pokładzie statku. 6 marca dotarli do Corps, położonego u stóp dzisiejszego sanktuarium maryjnego La Salette. We wtorek 7 marca przez La Mure i Plateau Mateysine podążyli na północ. Wczesnym popołudniem na rozległych błoniach nad Wielkim Jeziorem Laffrey cesarzowi zastąpił drogę batalion piechoty. Wystąpienie cesarza do żołnierzy i przejście tego oddziału na stronę Napoleona (tak zwane Spotkanie na Łące Laffrey) uznawane jest za kluczowy moment epopei „100 dni” Napoleona.
Wieczorem 7 marca cesarz bez jednego wystrzału zajął obsadzone wojskiem Grenoble, witany przez wszystkie władze cywilne, wojskowe i kościelne miasta. 10 marca o godzinie 19:00 Napoleon, prowadząc już 18 tysięcy żołnierzy i 300 dział wkroczył do Lyonu, gdzie następnego dnia już bez ogródek uznał się za najwyższą władzę we Francji i ogłosił tak zwane Dekrety Lyońskie. 14 marca wieczorem dotarł do Châlons-sur-Marne, gdzie następnego dnia przyłączył się pod jego sztandary marszałek Michel Ney.
20 marca dotarł do Paryża, wszędzie owacyjnie witany przez Francuzów i o godzinie 21:00 tego dnia zajął Pałac Tuileries, opuszczony zaledwie 20 godzin wcześniej przez króla Ludwika XVIII. Tu 22 kwietnia ogłosił liberalną konstytucję, opracowaną przez Benjamina Constanta.
Do ostatecznej bitwy doszło na terenie Belgii, gdzie stacjonowały, nie rozwiązane jeszcze, wojska VI koalicji (pruskie pod dowództwem feldmarszałka Blüchera i brytyjskie księcia Wellingtona). Wprawdzie część armii pruskiej została wcześniej powstrzymana, lecz i tak Blücherowi udało się w decydującym momencie bitwy pod Waterloo, kiedy zwycięstwo Francuzów było bliskie, wesprzeć potężnymi siłami pruskimi Wellingtona, w konsekwencji czego koalicja Wielkiej Brytanii i Prus ostatecznie pokonała Napoleona (18 czerwca 1815). Rezultatem był II pokój paryski podpisany w listopadzie 1815.
22 czerwca 1815 Napoleon, po „100 dniach”, abdykował kolejny raz. 3 lipca 1815 przyjechał do Rochefort, chcąc przedostać się do Ameryki, jednak ze względu na blokadę portu przez okręty Royal Navy było to niewykonalne. 8 lipca 1815 powrócił do Paryża Ludwik XVIII. 15 lipca 1815 Napoleon poddał się kapitanowi fregaty HMS „Bellerophon” Frederickowi Maitlandowi i jako więzień brytyjski dowieziony został do Plymouth. 31 lipca 1815 delegacja rządu brytyjskiego oznajmiła Napoleonowi, że będzie deportowany na Wyspę Świętej Heleny. 7 sierpnia 1815 więźnia przeniesiono na HMS „Northumberland”; podróż do miejsca zesłania trwała od 7 sierpnia do 15 października 1815. Napoleon zmarł w Longwood House na Wyspie Świętej Heleny 5 maja 1821.

## Galeria

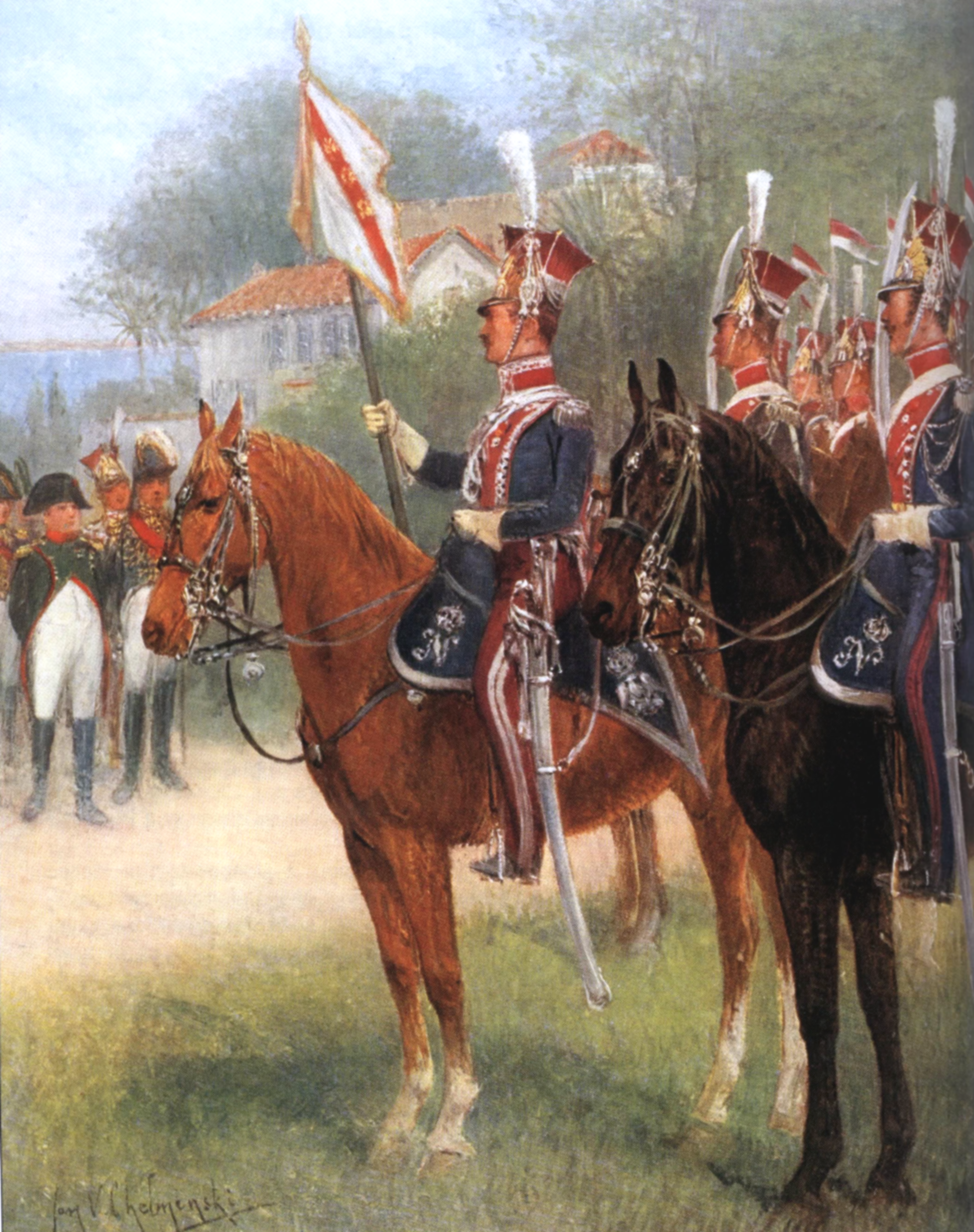
Napoleon w otoczeniu Szwadronu Elby, utworzonego z polskich ochotników z 1 Pułku Szwoleżerów-Lansjerów Gwardii Cesarskiej
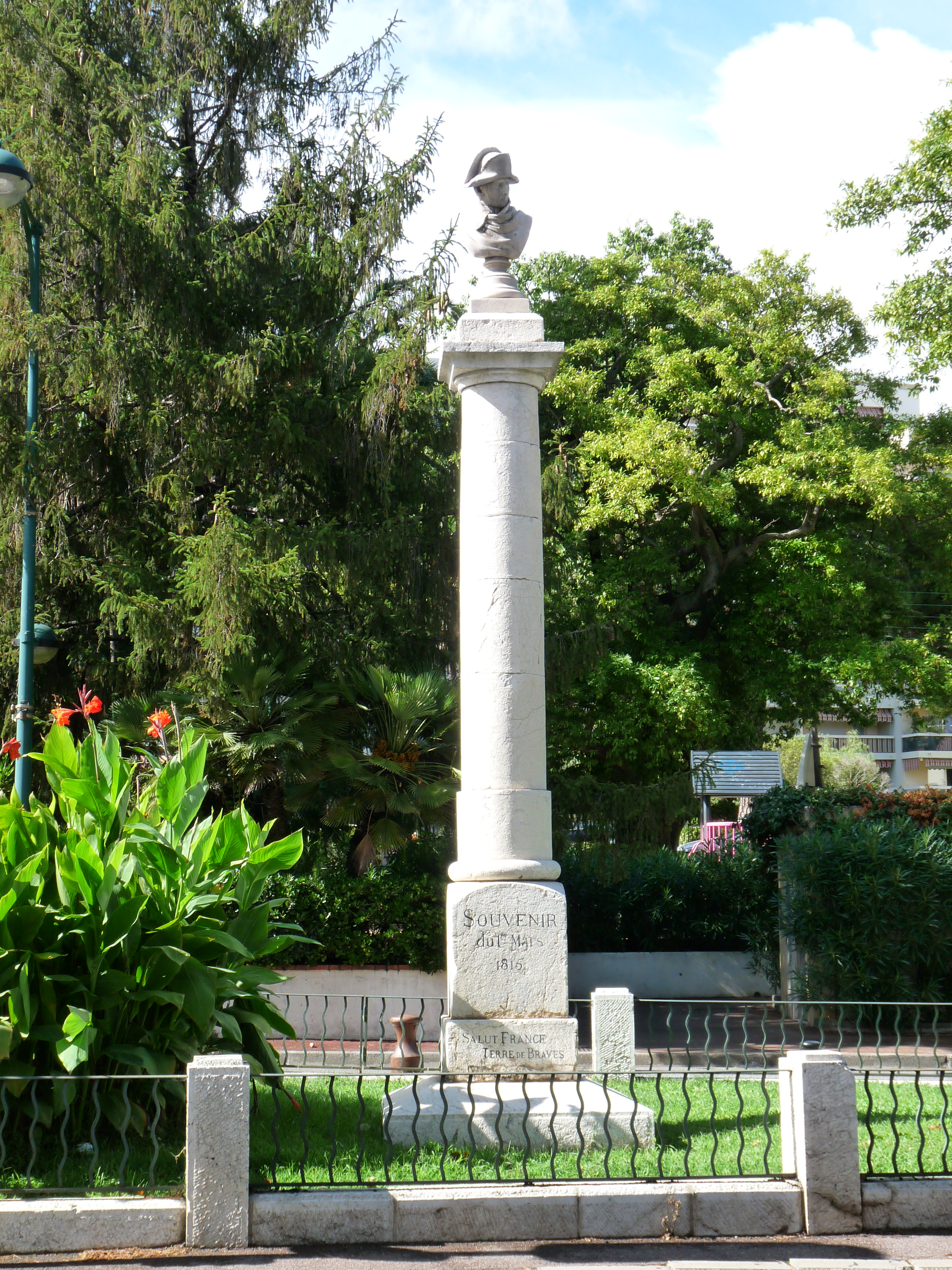
Kolumna Napoleona w Golfe-Juan
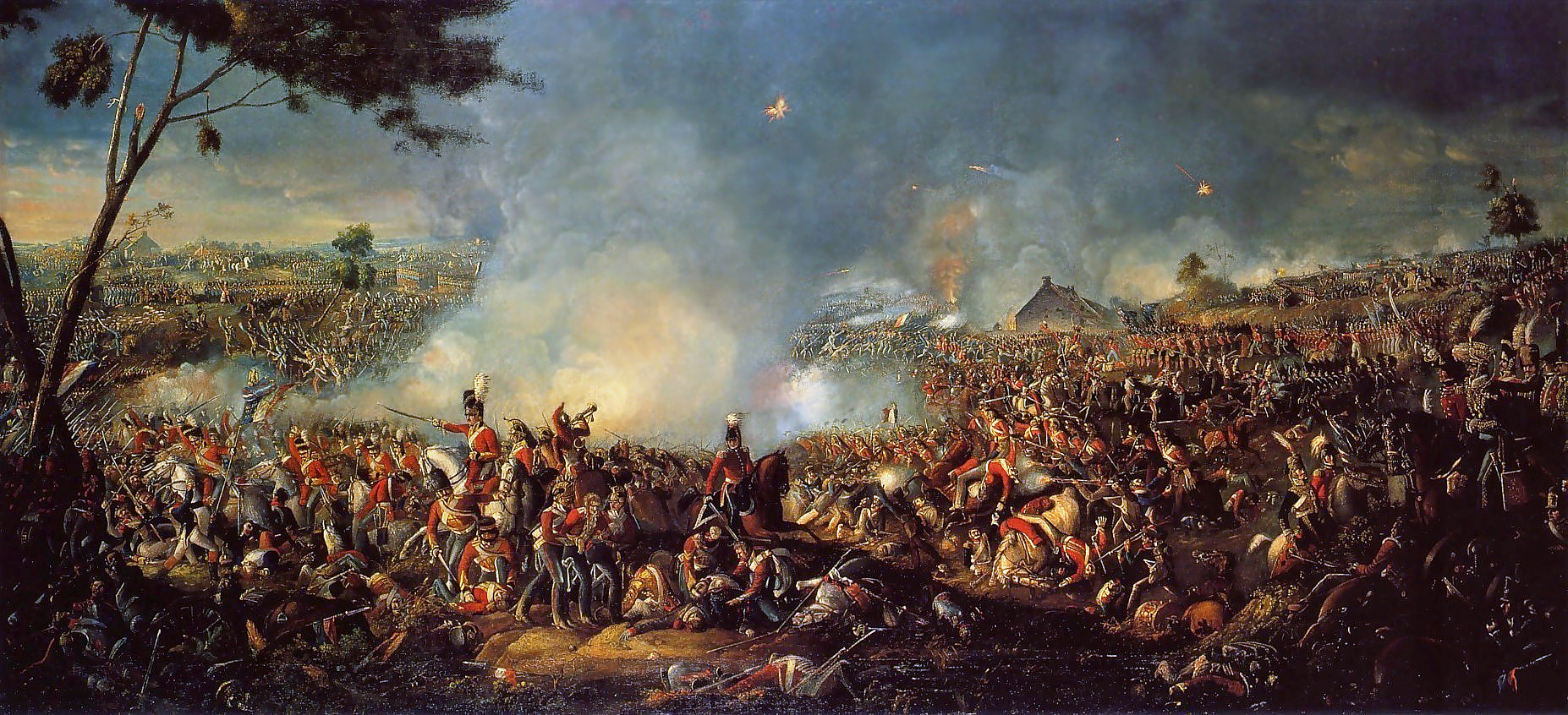
Bitwa pod Waterloo (obraz Williama Sadlera)
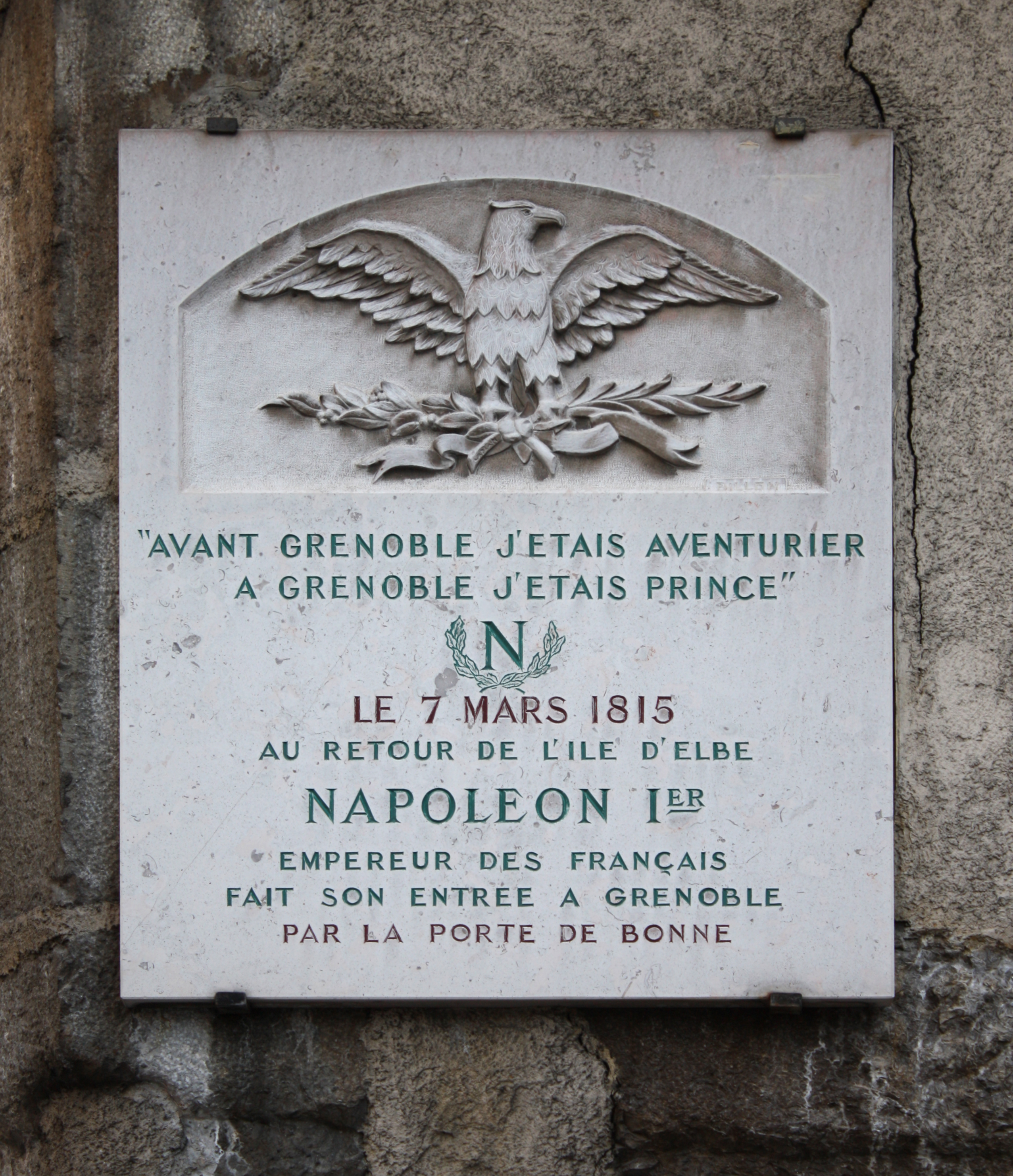
Tablica pamiątkowa „Drogi Napoleona” w Grenoble